# Evaluation in der Drogenprävention
Evaluationen in der Sucht- und Drogenprävention haben die Aufgabe, die Wirksamkeit einer Interventionsmaßnahme, eines Präventionskonzeptes- oder Projektes mit den Mitteln der empirischen Forschung zu überprüfen. Hierbei können einerseits die Endergebnisse einer Maßnahme überprüft werden, aber auch der Verlauf eines Projektes kann in einer Evaluationsstudie mitverfolgt und gegebenenfalls beeinflusst werden. Maßnahmen in der Suchtprävention haben das Ziel, den Gesundheitszustand der Bevölkerung, einzelner Bevölkerungsgruppen oder Personen zu erhalten oder zu verbessern. Die Prävention versucht hierbei verschiedene Ebenen anzusprechen, wie zum Beispiel das Wissen über Suchtmittel und die Einstellung zu ihnen. Präventive Maßnahmen in der Suchtprävention sind langfristig angelegt und zielen somit auch auf langfristige Veränderungen des Erlebens und Verhaltens in Auseinandersetzung mit Suchtstoffen ab. Es wird unterschieden zwischen Primär-, Sekundär- und Tertiärprävention, wobei der Begriff der Drogen- und Suchtprävention weitestgehend mit dem Begriff der Primärprävention gleichgesetzt wird. Hierbei handelt es sich um Maßnahmen, die schon weit vor einer potenziellen Störung ansetzen.

## Hintergründe und Entwicklung
Die moderne Primärprävention begann in der Bundesrepublik Deutschland erstmals in den 1960er Jahren, einhergehend mit dem Phänomen der Zunahme des Missbrauchs psychoaktiver Substanzen. Es wurden zunächst vor allem Maßnahmen zur Behandlung und Therapie von Drogensucht durchgeführt, so wie auch Prophylaxe durch Information, Aufklärung und Abschreckung betrieben. 
In den 1970er und 1980er Jahren wurden die Präventionsprogramme weiterentwickelt. Sogenannte „Programme der zweiten Generation“ arbeiten nicht mehr nur auf der Informations- und Abschreckungsebene, sondern auf vielen unterschiedlichen Ebenen. So entstand eine Vielfalt von Präventionsprojekten und -maßnahmen, die unter anderem von der Bundeszentrale für gesundheitliche Aufklärung, der Deutschen Hauptstelle für Suchtfragen und der Polizei ins Leben gerufen wurden. Auf diese Weise kam es auch zu einer Bandbreite an Methoden und  Vorgehensweisen im Feld der Drogen- und Suchtprävention, wie zum Beispiel der Einsatz von Streetworkern, Präventionsprojekte an Schulen sowie Medienkampagnen. Um die Wirksamkeit dieser Maßnahmen zu untersuchen und sicherzustellen, wurden diese evaluiert. Durch diese Vielfältigkeit der Interventionen und Vorgehensweisen in der Prävention kommt es folglich auch in der Durchführung und Dokumentation bzw. Veröffentlichung der Evaluationen zu großen Differenzen, obwohl ein einheitlicher Leitfadenkatalog für Evaluationen besteht.

## Die Evaluation

### Initiatoren
Auftraggeber bzw. Initiatoren für Evaluationen sind in erster Linie Bundesministerien und Ministerien auf Landesebene.
Bei der konkreten Evaluation von z. B. Projekten oder Kampagnen in der Drogenprävention handelt es sich beispielsweise um die Deutsche Hauptstelle für Suchtfragen (DHS),  die Bundeszentrale für gesundheitliche Aufklärung, das Bundesministerium für Gesundheit oder Institute für Therapie oder Sozialhilfe. Diese beauftragen Fachleute z. B. von Universitäten und anderen Instituten, sowie einzelne Evaluatoren, die zu dem zu evaluierenden Projekt keinerlei Verbindung haben und nur die gesammelten Schriften und Datenerhebungen auswerten. Bei dieser Auswertung stützen sie sich auf die allgemeinen Evaluationsstandards und -richtlinien.

### Ziele
Das Hauptziel einer Evaluation im Feld der Drogenprävention liegt darin, die Effektivität von Präventionsarbeiten, also von Projekten, Kampagnen, Seminaren, Suchthilfen etc., zu überprüfen. Dabei geht es vor allen Dingen darum zu dokumentieren, inwieweit diese Arbeiten erfolgreich sind, z. B. zur Aufklärung beitragen und den Drogenkonsum verringern. Denn nur durch erfolgreiche Präventionsmaßnahmen können den elementaren Zielvorstellungen, jeden außermedizinischen Gebrauch von psychoaktiven Substanzen  vorzubeugen, Konsumverzicht zu bewirken und ein höheres Einstiegsalter zu erreichen, nachgegangen werden.
Des Weiteren dient die Evaluation dazu, den Durchführenden der Präventionsmaßnahmen eventuelle Schwachstellen aufzuzeigen und bietet ihnen damit die Möglichkeit, diese zu dezimieren, sowie vorhandene Stärken weiter zu optimieren.

### Methoden
Es gibt unterschiedliche Methoden zur Durchführung von Evaluationen, um an die gewünschten Informationen zu kommen. 
Für Analysen, bei denen von einer großen Anzahl von Personen anonym viele Informationen erfragt werden sollen, wird vor allem der methodische Fragebogen eingesetzt. Dies ist allerdings situationsabhängig, denn speziell bei Evaluationen zur schulischen Drogenprävention werden in erster Linie Leitungstests zum Kontrollieren von Lern- oder Wissenserfolgen durchgeführt.
Im Gegensatz dazu bieten sich standardisierte Interviews zur persönlichen Befragungen von einzelnen Personen an. 
Wenn unter gegebenen Umständen die relevanten Informationen den Befragten der Zielgruppe nicht bewusst sind, oder anzunehmen ist, dass Falschinformationen gegeben werden, wird die Methode der Beobachtung angewandt.

## Problematiken
Zum einen muss berücksichtigt werden, dass mit Hilfe von Fragebögen nur begrenzt eine genaue Beurteilung möglich ist.
Und zum anderen muss eingeräumt werden, dass unterschiedlichste Drogen und Rauschmittel vom Konzept der Drogenprävention betroffen sind. Für diese werden jeweils konkrete Präventionsmaßnahmen entwickelt, die daher verschiedenste Evaluationen zur Folge haben. Aus diesem Grund ist bisher noch keine einheitlich standardisierte Form der Evaluation im Feld der Drogenprävention zu finden.